# Garry Shandling

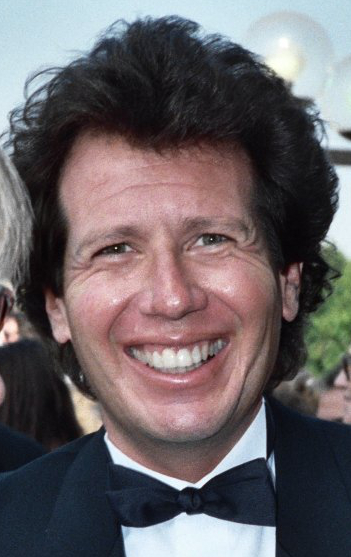
Garry Shandling (1987)

Garry Emmanuel Shandling (* 29. November 1949 in Chicago, Illinois; † 24. März 2016 in Los Angeles, Kalifornien) war ein US-amerikanischer Komiker und Schauspieler.

## Leben
Shandling wuchs in Tucson im US-Bundesstaat Arizona auf. Er besuchte die Palo Verde High School und die University of Arizona. Anfänglich studierte er Elektrotechnik, machte aber später sein Abschlussexamen im Fach Marketing. Außerdem studierte Shandling zwei Semester Kreatives Schreiben.
In seiner frühen Karriere schrieb er für Fernsehshows wie Sanford and Son (1972) und Welcome Back, Kotter (1975). Nach einem schweren Autounfall traf Shandling während seiner Genesung die Entscheidung, ein Stand-up-Comedian zu werden.
Zwischen 1986 und 1990 war er Hauptdarsteller der einflussreichen und von Kritikern gelobten Sitcom It’s Garry Shandling’s Show, in welcher er regelmäßig die Vierte Wand durchbrach und mit dem Studiopublikum agierte.
Ein Angebot der NBC aus dem Jahre 1992, die Show Late Night with David Letterman zu übernehmen, lehnte Garry Shandling ab, da er gerade die Die Larry Sanders Show ins Leben gerufen hatte.
Shandling starb im März 2016 im Alter von 66 Jahren an einer Lungenembolie.

## Filmografie (Auswahl)
Darsteller
- 1986–1990: It’s Garry Shandling’s Show
- 1990: Mother Goose Rock 'n' Rhyme
- 1992–1998: Die Larry Sanders Show (The Larry Sanders Show, Fernsehserie, 90 Folgen)
- 1993: Die Nacht mit meinem Traummann (The Night We Never Met)
- 1994: Lifesavers – Die Lebensretter (Mixed Nuts)
- 1994: Perfect Love Affair (Love Affair)
- 1998: Hurlyburly
- 1998: Jerry Seinfeld: I’m Telling You for the Last Time
- 2000: Good Vibrations – Sex vom anderen Stern (What Planet Are You From?)
- 2000: Akte X – Die unheimlichen Fälle des FBI (The X-Files, Fernsehserie, Episode 7x19)
- 2001: Stadt, Land, Kuss (Town & Country)
- 2005: Liebe ist Nervensache (Trust the Man)
- 2006: Hammy's Boomerang Adventure
- 2006: Ab durch die Hecke (Over the Hedge, Sprechrolle)
- 2010: Iron Man 2
- 2014: The Return of the First Avenger (Captain America: The Winter Soldier)
- 2016: The Jungle Book (Sprechrolle)

Drehbuchautor
- 1984: Garry Shandling: Alone in Vegas
- 1986: The Garry Shandling Show: 25th Anniversary Special
- 1986: Comic Relief
- 1986–1990: It's Garry Shandling's Show
- 1991: Garry Shandling: Stand-Up
- 1992–1998: Die Larry Sanders Show (The Larry Sanders Show)
- 2000: Good Vibrations – Sex vom anderen Stern (What Planet Are You From?)

Produzent
- 1984: Garry Shandling: Alone in Vegas
- 1986: The Garry Shandling Show: 25th Anniversary Special
- 1986–1990: It's Garry Shandling's Show
- 1991: Garry Shandling: Stand-Up
- 1992–1998: Die Larry Sanders Show (The Larry Sanders Show)
- 2000: Good Vibrations – Sex vom anderen Stern (What Planet Are You From?)

Regisseur
- 1998: Die Larry Sanders Show (The Larry Sanders Show, 3 Folgen)

## Auszeichnungen
1995
- Golden Globe Award: Bester Serien-Hauptdarsteller in Die Larry Sanders Show

1996
- Golden Globe Award: Bester Serien-Hauptdarsteller in Die Larry Sanders Show
- Satellite Awards: Bester Serien-Darsteller in Die Larry Sanders Show

1997
- Satellite Awards: Bester Serien-Darsteller in Die Larry Sanders Show